# Susanna Endres
Susanna Endres ist Professorin für Pädagogik mit dem Schwerpunkt Medienpädagogik und Digitale Bildung an der Katholischen Stiftungshochschule München. Sie ist Mitherausgeberin der medienethischen Zeitschrift Communicatio Socialis.

## Leben und Wirken

### Ausbildung und beruflicher Werdegang
Endres absolvierte zunächst eine Ausbildung zur Glas- und Porzellanmalerin. Sie studierte anschließend Germanistik und Kunstpädagogik für das Lehramt an Realschulen an der Friedrich-Alexander-Universität Erlangen-Nürnberg. Nach einer Lehrtätigkeit im Rahmen des Referendariats an der Realschule Roth absolvierte sie das Masterstudium "Medien-Ethik-Religion", ebenfalls an der FAU Erlangen-Nürnberg. Zwischen 2014 und 2016 war Endres in der Presse- und Öffentlichkeitsarbeit und im Lektorat des St. Benno Verlags tätig. Von 2017 bis 2023 war sie wissenschaftliche Mitarbeiterin am Zentrum für Ethik der Medien und der digitalen Gesellschaft, einer Kooperation der KU Eichstätt-Ingolstadt und der Hochschule für Philosophie München. Endres promovierte bei Johanna Haberer zum Thema medienethische Bildung im Rahmen von E-Learning.
2023 wurde Endres als Professorin für Pädagogik mit den Schwerpunkten Medienpädagogik und Digitale Bildung an die Katholische Stiftungshochschule München berufen.

## Publikationen (Auswahl)

### Bücher
- Medienethische Bildung im digitalen Zeitalter: Überlegungen und Impulse zur Förderung medienethischer Kompetenzen im Rahmen offener Online-Kurse. Springer VS Wiesbaden, 2023. ISBN 978-3-658-42186-1

### Beiträge
- Endres, Susanna; Franzetti, Annika (2024): Das Leid von Kindern im Krieg zeigen?! Eine medienethische Entscheidungsfindung mit Hilfe des Potter-Box-Verfahrens. In: Communicatio Socialis, 57(1), S. 73–83. Nomos Baden-Baden, 2024.
- Endres, Susanna (2024): Zwischen Macht und Ohnmacht. Mediennutzungsethik in Zeiten digitaler Plattformen. In: Litschka, Michael; Paganini, Claudia; Rademacher, Lars (Hrsg.): Digitalisierte Massenkommunikation und Verantwortung. Politik, Ökonomik und Ethik von Plattformen. Nomos Baden-Baden, 2024, S. 157–170. ISBN 978-3-7560-1190-2
- Endres, Susanna; Evers, Tanja; Rothenberger, Liane (2024): On equal terms? Ethical challenges in communication research with vulnerable groups. In: Publizistik 69. Vierteljahreshefte für Kommunikationsforschung. Springer VS, 2024.
- Endres, Susanna; Gürtler, Christian; Paganini, Claudia (2024): Playing for a Better Planet. Computerspiele und ihr Potenzial für die Umwelt- und Klimaethik. In: Schwartz, M., Neuhaus, M., Ulbricht, S. (Hrsg.): Digitale Lebenswelt. Digitalitätsforschung / Digitality Research. J.B. Metzler, Berlin, Heidelberg. ISBN 978-3-662-68862-5
- Endres, Susanna; Filipović, Alexander (2023): Ethische Urteilsfindung im Kontext von KI-Systemen. Im Rahmen des Projektes Digitales Deutschland. Online verfügbar: https://digid.jff.de/ki-expertisen/ethik-und-ki
- Endres, Susanna (2019): Medienethik – Chancen und Herausforderungen im Elementarbereich im Hinblick auf die Digitalisierung. In: Elementarpädagogik im Fokus. Digitale Medien im Kindergarten, 1/2019, S. 40–46.
- Endres, Susanna; Filipović, Alexander (2017): Gutes und gerechtes Leben online - Internetethik. In: Thema Jugend. Zeitschrift für Jugendschutz und Erziehung. 3/2017, S. 3–5. Online verfügbar: https://www.thema-jugend.de/fileadmin/redakteurinnen/archiv23/archiv/ThemaJugend/TJ_3_2017.pdf